# Gagelin
Gagelin et Opigez fu uno dei primi grandi magazzini di moda a Parigi (detti anche magasin de nouveautès), sorto a metà '800 al 93 di rue de Richelieu, all'interno del quale venivano venduti articoli di abbigliamento di vario tipo. Charles F. Worth vi lavorò nei primi anni di apprendistato.